# Selma (Grisones)
Selma era una comuna suiza del cantón de los Grisones. El 1 de enero de 2015 se fusionó con las antiguas comunas de Arvigo, Braggio y Cauco para constituir la nueva comuna de Calanca.

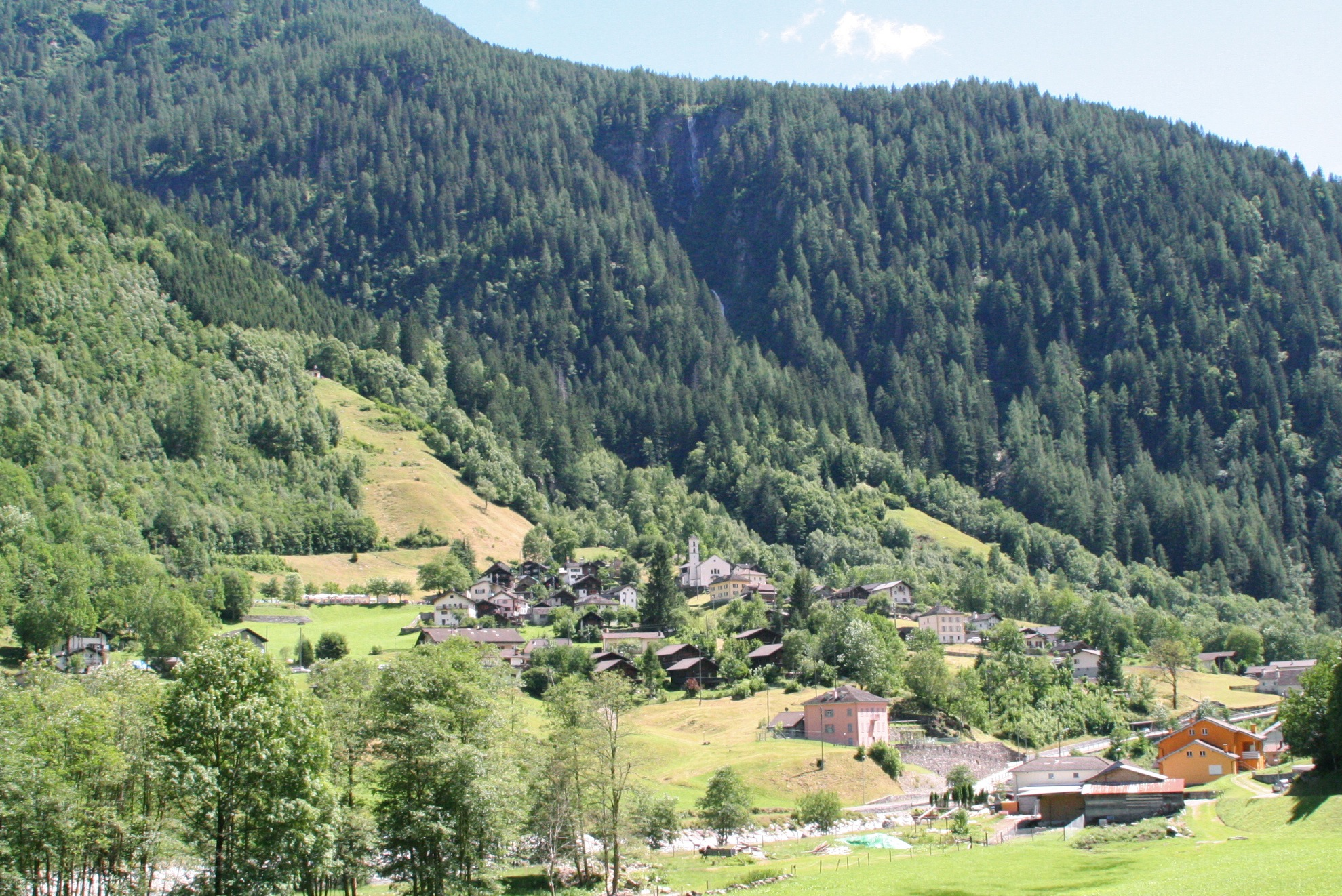
Vista de Selma.